# رون دوسن
رون دوسن (بالإنجليزية: Ron Dawson)‏ هو مؤلف بريطاني، ولد في 1940 في City Hospital, Birmingham ‏ في المملكة المتحدة.